# ネット興亡記
『ネット興亡記』（ネットこうぼうき）は、日本経済新聞電子版において2018年7月から2019年12月にかけて断続的に掲載された企画。日本のIT起業家たちの実像を追ったドキュメンタリー作品。2020年にはテレビドラマ化された。

## 書誌情報
- 杉本貴司 『ネット興亡記』 日本経済新聞出版社、単行本（ソフトカバー）
  1. 2020年6月2日発売、ISBN 978-4-53232-339-4

## ドラマ
2020年4月29日からParaviで配信されている藤森慎吾初主演ドラマ。同年5月18日から6月19日にかけてテレビ東京系「モーニングサテライト」内にて放送（1話分を月 - 金で分割）。また、5月28日（27日深夜）から6月25日（24日深夜）にかけてテレビ東京系で木曜 0時58分から1時28分（水曜深夜、従来はドラマパラビ枠）に放送された。
新聞記者・杉山のモノローグを軸に再現ドラマとインタビューが挿入される構成となっている。Paraviではドラマに収録しきれなかった分も含めたインタビューの完全版も配信されている。

### キャスト
- 杉山 - 藤森慎吾（オリエンタルラジオ）

#### インタビュー出演
第1話
- 藤田晋（サイバーエージェント・社長）
- 宇野康秀（USEN-NEXT HOLDINGS・社長）

第2話
- 鈴木幸一（IIJ・会長）

第3話
- 山田進太郎（メルカリ・社長）

第4話
- 出澤剛（LINE・社長）
- 舛田淳（LINE CSMO）

#### アーカイブ出演
第5話
- 孫正義（ソフトバンクグループ株式会社代表取締役会長兼社長兼CEO）

### スタッフ
- 原作 - 杉本貴司『ネット興亡記』（日本経済新聞社）
- チーフプロデューサー - 鈴木宏昭
- プロデューサー - 大和健太郎、小板橋太郎、清水啓太郎、清水昇
- 監督 - 吉見拓真
- 脚本 - 横幕智裕
- 企画 - 田村勇気
- 制作 - Paravi、松竹撮影所
- 制作協力 - テレビ東京
- 製作著作 - 「ネット興亡記」製作委員会

### 放送日程
| 各話  | 配信日  | 放送日         | 放送日       | サブタイトル           |
| 各話  | 配信日  | モーサテ版     | 深夜ドラマ版 | サブタイトル           |
| ----- | ------- | -------------- | ------------ | ---------------------- |
| 第1話 | 4月29日 | 5月18日 - 22日 | 5月28日      | ネットバブルの攻防     |
| 第2話 | 5月06日 | 5月25日 - 29日 | 6月04日      | インターネットの夜明け |
| 第3話 | 5月13日 | 6月01日 - 05日 | 6月11日      | メルカリの野望         |
| 第4話 | 5月20日 | 6月08日 - 12日 | 6月18日      | 逆襲のLINE             |
| 第5話 | 5月27日 | 6月15日 - 19日 | 6月25日      | 孫正義とYahoo!         |

### 放送局
| 放送期間          | 放送日時                     | 放送局     | 対象地域   | 備考   |
| ----------------- | ---------------------------- | ---------- | ---------- | ------ |
| 5月28日 - 6月25日 | 木曜 0:58 - 1:28（水曜深夜） | テレビ東京 | 関東広域圏 | 製作局 |
| 5月28日 - 6月25日 | 木曜 0:58 - 1:28（水曜深夜） | テレビ大阪 | 大阪府     |        |
| 5月28日 - 6月25日 | 土曜 1:10 - 1:40（金曜深夜） | テレビ愛知 | 愛知県     |        |

- ネットもテレ東（TVer、GYAO!）では7月6日より毎週1話ずつ無料配信（公開期間は2週間）。
- AbemaTVでは第1話を7月に無料配信。
- LINE LIVEでは第4話を7月22日21:00に配信。

| テレビ東京系 木曜0:58 - 1:28（水曜深夜）                      | テレビ東京系 木曜0:58 - 1:28（水曜深夜）                            | テレビ東京系 木曜0:58 - 1:28（水曜深夜）                        |
| 前番組                                                        | 番組名                                                              | 次番組                                                          |
| ------------------------------------------------------------- | ------------------------------------------------------------------- | --------------------------------------------------------------- |
| ドラマパラビ 「藤原竜也の三回道」 （2020年4月16日 - 5月21日） | Paraviオリジナルドラマ 「ネット興亡記」 （2020年5月28日 - 6月25日） | Paraviオリジナルドラマ 「love⇄distance」 （2020年7月2日 - 9日） |